# Gare de Bièvre
Ne doit pas être confondu avec gare de Bièvres.
La gare de Bièvre est une ancienne halte ferroviaire belge de la ligne 166, de (Dinant) Y Neffe à Bertrix, située sur le territoire de la commune de Bièvre, en Région wallonne dans la province de Namur.
Elle est mise en service en 1887 par les Chemins de fer de l'État belge et ferme en 1984.

## Situation ferroviaire
La gare de Bièvre était située au point kilométrique (PK) 50,8 de la ligne 166, de (Dinant) Y Neffe à Bertrix, entre le point d'arrêt de Louette-Saint-Denis et la gare ouverte de Graide.

## Histoire
Le point d'arrêt de Bièvre, administré depuis la station Graide (qui se trouve à 1 440 m) est mis en service le 17 janvier 1887. Une peinture à l'aquarelle réalisée par Lucien Mahin représente les installations de la gare consistant en une petite maison de garde agrandie faisant face à une guérite en bois servant de guichet (peut-être une caisse de vieux wagon).
Durant l'occupation allemande de la Première Guerre mondiale, Bièvre devient un arrêt facultatif à partir du 15 août 1915 mais le service est rétabli en dès octobre.
Le point d'arrêt ferme aux voyageurs 3 juin 1984. Il n'y a plus de trace de la gare qui se trouvait au bout d'un chemin partant de la rue du Point d'arrêt.